# Kiadtisak Nantavichianrit
Kiadtisak Nantavichianrit (thailändisch เกียรติศักดิ์ นันทวิเชียรฤทธิ์, * 8. November 2000 in Mae Chaem) ist ein thailändischer Fußballspieler.

## Karriere
Kiadtisak Nantavichianrit stand 2019 beim Chiangmai United FC unter Vertrag. Der Verein aus Chiangmai spielte in der zweiten thailändischen Liga, der Thai League 2. Hier kam er nicht zum Einsatz. Die Saison 2020/21 spielte er beim Drittligisten Phitsanulok FC. Mit dem Verein aus Phitsanulok spielte er in der Northern Region der dritten Liga. Im Sommer 2021 wechselte er zum Zweitligisten Chiangmai FC. Sein Zweitligadebüt für den Verein aus Chiangmai gab Kiadtisak Nantavichianrit am 4. September 2021 (1. Spieltag) im Heimspiel gegen den Erstligaabsteiger Rayong FC. Hier wurde er in der 86. Minute für Pongrawit Jantawong eingewechselt. Chiangmai gewann das Spiel 2:1. Am Ende der Saison 2023/24 belegte er mit dem Klub den vierten Tabellenplatz und qualifizierte sich somit für die Aufstiegsspiele zur ersten Liga. Hier konnte man sich jedoch nicht durchsetzen. Nach insgesamt 32 Ligaspielen wechselte er im Sommer 2024 zu seinem ehemaligen Verein, dem Zweitligisten Chiangmai United FC. Nach einer Spielzeit, in der er 24 Ligaspiele bestritt, wurde sein Vertrag im Sommer 2025 nicht verlängert.